# Minna Ebel-Wilde
Minna Ebel-Wilde, geborene Minna Wilde (* 27. September 1890 in Wilster; † 31. Juli 1975 in Uttingen bei Bern) war eine deutsche Oratorien-, Konzert- und Liedersängerin (Sopran).

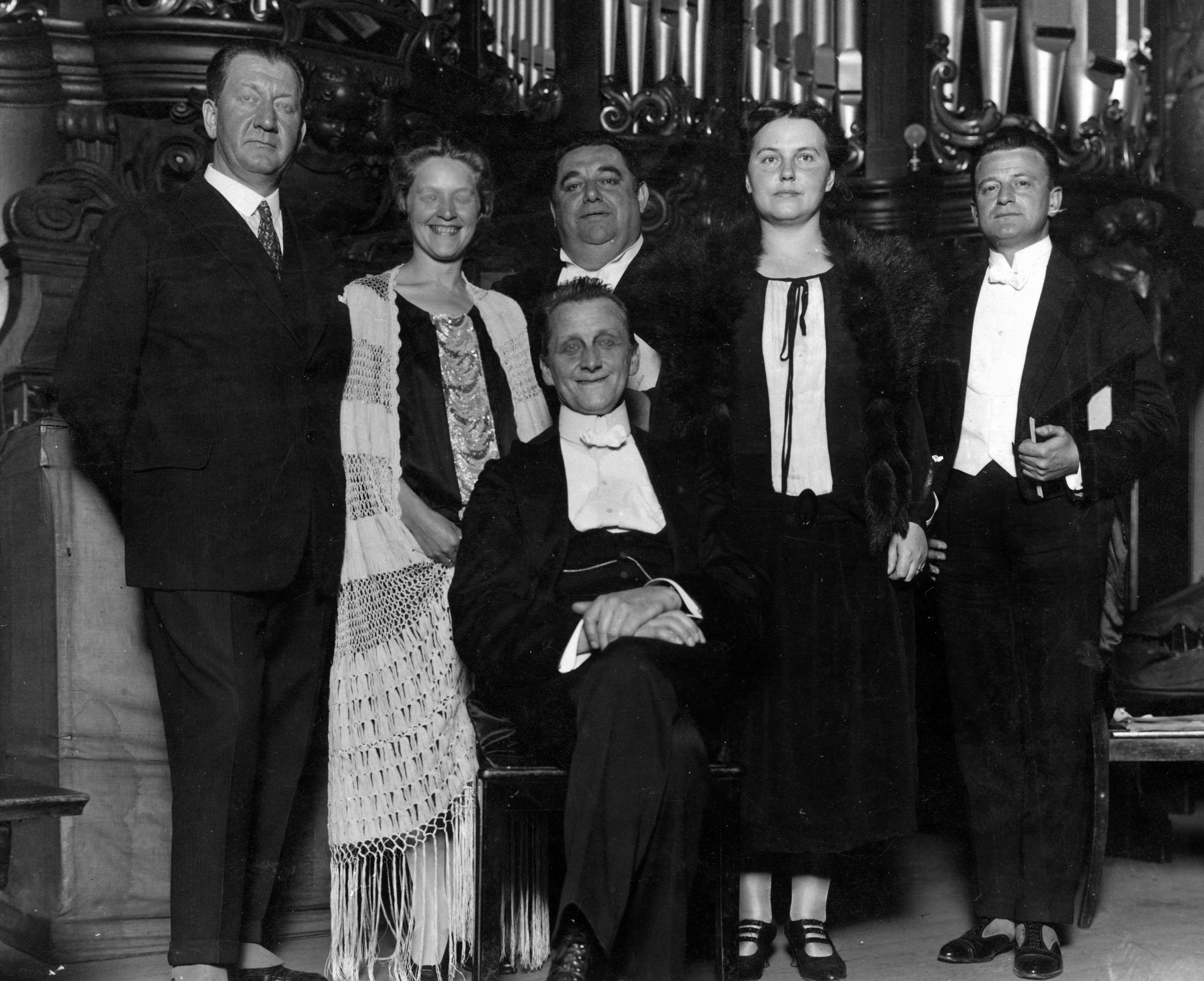
Bruno Kittel (Dirigent, sitzend), stehend von links nach rechts: Walter Kirchhoff (Tenor), Elisabeth Rothballer (Alt), Albert Fischer (Bass), Minna Ebel-Wilde und Werner Liebenthal (Klavier) während einer Aufführung des Judas Maccabaeus (Händel), Berlin, Alte Garnisonkirche, Oktober 1926.

## Leben und Wirken
Ebel-Wilde absolvierte eine Gesangsausbildung bei Hugo Rasch in Berlin.
1911 heiratete sie den Komponisten Arnold Ebel und bekam 1913 ihre einzige Tochter Maren. 1916 debütierte Ebel-Wilde im Konzertsaal und war anschließend als Konzert-, Lieder- und Oratoriensängerin tätig.
Während ihrer Laufbahn als Konzertsängerin trat sie in Berlin, Hamburg, Dresden, Leipzig, München, Rom, Florenz und Warschau auf.
Zu ihrem Repertoire zählten u. a. die Matthäus-Passion, die Johannes-Passion, das Weihnachtsoratorium und Kantaten von Johann Sebastian Bach, die 9. Sinfonie von Ludwig van Beethoven, Ein deutsches Requiem von Johannes Brahms, das Requiem von Arnold Ebel, Frithjof und andere Werke von Max Bruch.
Seit 1940 war sie als Pädagogin an der Berliner Hochschule für Musik tätig, setzte aber ihre Gesangskarriere bis 1946 fort. Nach dem Tod ihres Mannes lebte sie ab 1963 bis zu ihrem Tod bei ihrer Tochter und deren Familie in Uttingen in der Schweiz.